# Petroyuán
Petroyuán es un yuan que el Gobierno chino anunció en septiembre de 2017 con el respaldo de Rusia para ser implementada como petrodivisa con el fin de arrebatar el puesto al petrodólar estadounidense como principal divisa en las transacciones de crudo, cuya hegemonía en ese ámbito viene desde los años 1970. El 26 de marzo de 2018, el Gobierno chino lo empezó a emitir como contratos de petróleo futuros.

## Historia
Ha habido varios intentos de crear una petrodivisa diferente al dólar, que de una forma u otra, terminaron fracasando. El último caso, fue el intento del libio Muamar el Gadafi, con la idea de crear una divisa africana respaldada con reservas de oro, pero su asesinato al final de la Guerra de Libia de 2011, truncó los planes antes de que se materializaran.
China, con una moneda en expansión, intentó de nuevo crear esa alternativa en junio de 2017, cuando el Banco Popular de China y el Banco Central de la Federación Rusa firmaron un memorándum para que las transacciones de crudo entre las dos potencias se empezaran a realizar únicamente en yuanes, dando así luz al petroyuán. Meses después, en septiembre del mismo año, el Gobierno chino anunció la petrodivisa.
La operación se enmarcó dentro del contexto de una China que se situaba en la cabeza de las importaciones de crudo del mundo, con unas cifras que en 2017 indicaban superar los 400 millones de toneladas según relató Sinopec, una de las principales compañías chinas de petróleo.

## Características
Una de las principales bazas del petroyuán, será que ciertos países como Rusia, Venezuela o Irán puedan esquivar las sanciones impuestas por Estados Unidos, así como uno de los principales productores como es Arabia Saudita que evitarían la hegemonía del dólar y presiones estadounidenses. Uno de los principales defectos del yuan, es que se trata de una moneda muy líquida y poco extendida, por lo que el Gobierno chino lo respaldó aumentando el volumen de oro de sus reservas.